# Чоловіча білизна

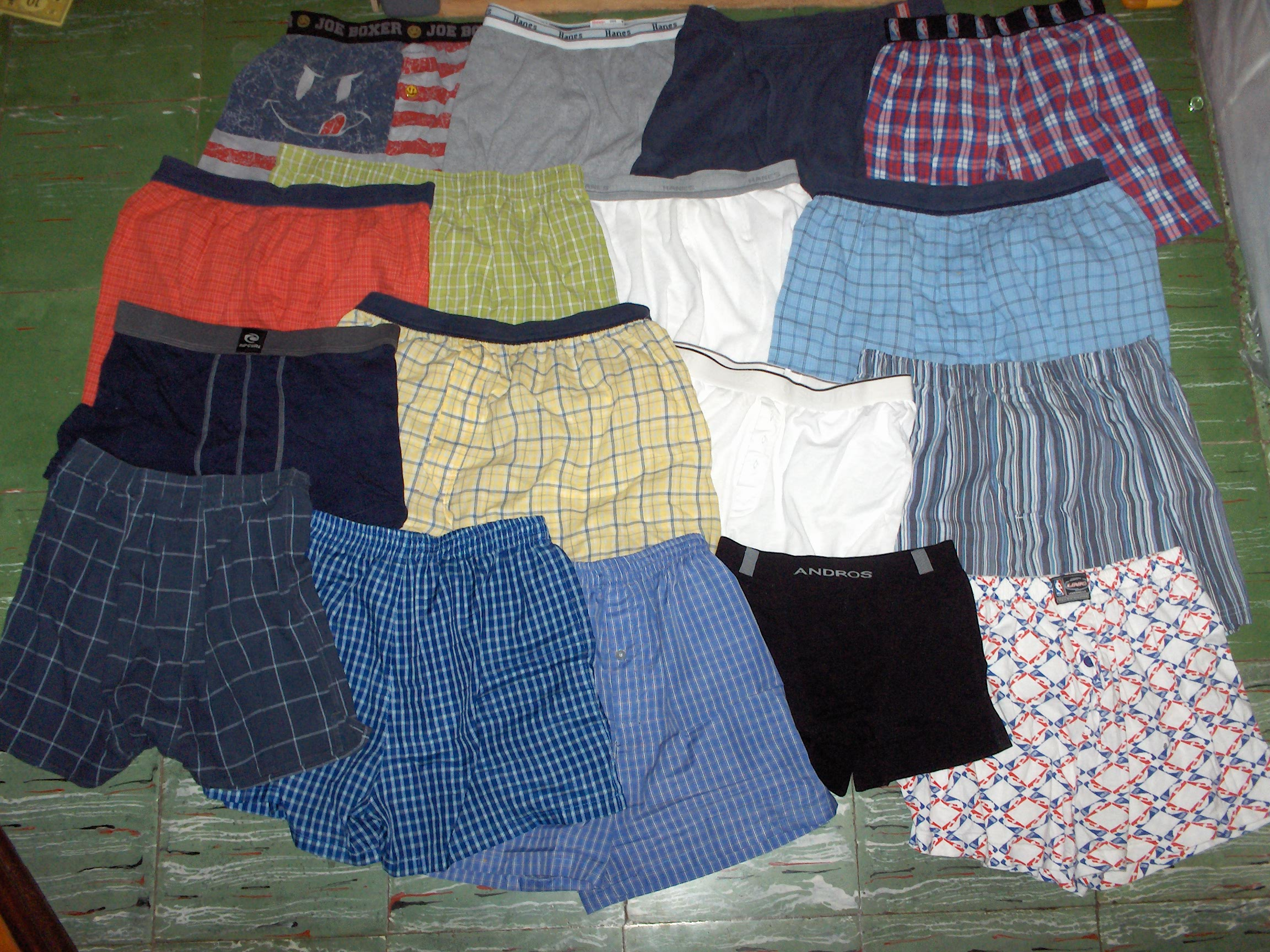
Різноманітні чоловічі труси

Чоловіча спідня білизна — чоловічий одяг, що надівається безпосередньо на тіло і призначений для створення сприятливих гігієнічних умов.

## Різновиди
- Кальсони
- Майка
- Футболка
- Плавки
- Трико
- Труси чоловічі